# بونگبائسان
بونگبائسان (به لاتین: Bongdaesan) یک کوه در کره جنوبی است. بونگبائسان ۴۰۹ متر بالاتر از سطح دریا واقع شده‌است.